# Ribèra de Nert
Ribèra Nert (en francès Rivèrenert) és un municipi francès, situat a la regió d'Occitània, departament de l'Arieja.